# Partnerska koordinacijska celica
Partnerska koordinacijska celica (angleško Partnership Coordination Cell) je organ v sestavi Partnerstva za mir, ki skrbi za koordinacijo vojaških aktivnosti organizacije.
Vsaka članica/partnerska ima v celici svojega predstavnika(e).

## Slovenski častniki za zvezo pri celici
- polkovnik Samo Zanoškar (1995 - 1998)